# Rubén Izaurralde
Rubén "Mono" Izaurralde (Buenos Aires, 11 de noviembre de 1953) es un destacado músico, flautista y cantante argentino. En la década de 1970 integró el grupo Anacrusa, luego formó parte de la agrupación Músicos Populares Argentinos con Peteco Carabajal y en la década de 1990 el trío Vitale-Izarrualde-González.
En 2006 ganó el Premio Gardel a "Mejor álbum" y "Artista de grupo de tango nuevas formas", por el álbum Cuartoelemento (2005).

## Biografía
Izarrualde comenzó a estudiar música en 1962 en el Conservatorio Provincial “Gilardo Gilardi” de La Plata especializándose en la flauta. Ya formado, en 1978 tomó clases con Jean Pierre Rampal.
En 1972 fue convocado a integrar el grupo “Anacrusa”, en el que permanece hasta 1978. Entre 1981 y 1985 integró el grupo Piero PREMA. Desde 1983 hasta 1987 fue llamado por el Chango Farias Gómez para integrar Músicos Populares Argentinos (MPA), junto a Jacinto Piedra, Peteco Carabajal y Verónica Condomí. Entre 1989 y 1992 vivió en México integrando el grupo Sexto Sentido.
De vuelta en Argentina en 1994 el Chango Farias Gómez lo llamó otra vez para formar parte del grupo “El Chango y la Manija”, hasta 1998.
En 1997 integró con Lito Vitale el mítico trío Vitale-Izaurralde-González, actuando en España en 1997, en el Festival de Montreaux y en Japón.
En 2002 formó el trío Monotributo con Eduardo Pandolfo (bajo) y Jerónimo Izarrualde (batería).

## Discografía
- Cuarto y yapa (2012)
- Camino (2009)
- Alquimia (2007)
- Cuartoelemento (2005) (Premio Gardel 2006 por Mejor Álbum/Artista Grupo de Tango Nuevas Formas)
- Antes que cante el gallo (MPA) (1987)